# Avenida Burnside (línea de la Avenida Jerome)
La  Avenida Burnside  es una estación en la línea de la Avenida Jerome del Metro de Nueva York de la división A del Interborough Rapid Transit Company. La estación se encuentra localizada en Morris Heights en El Bronx entre la Avenida Burnside y la Avenida Jerome. La estación es servida en varios horarios por los trenes del Servicio .

## Enlaces externos

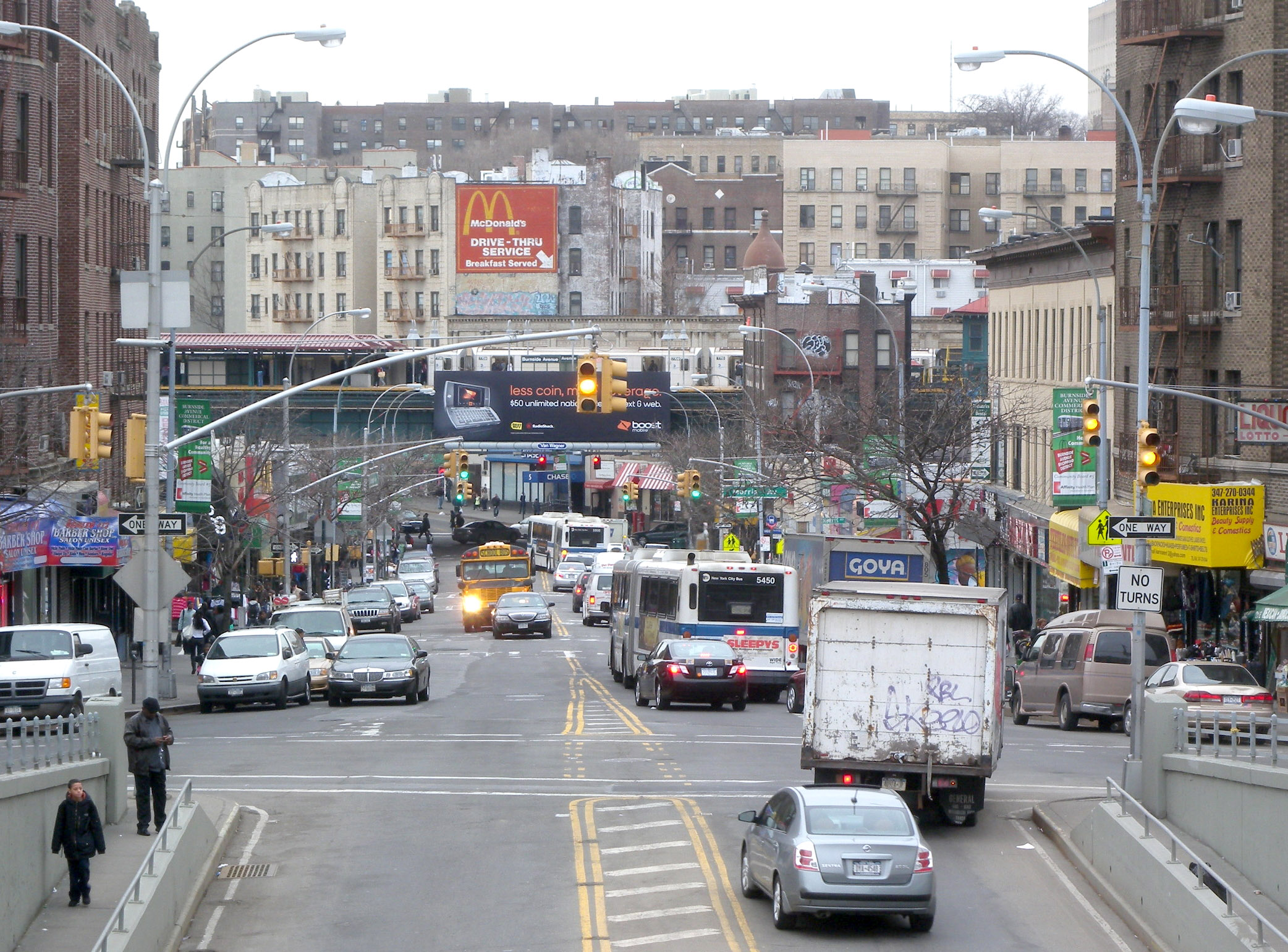
Escalera